# Abdi Hassan Qeybdiid
Abdi Hassan Qeybdiid, född 1948, även känd som Abdi Hassan Awale, var en polischef i Mogadishu, Somalia och krigsherre som 17 oktober 2005 greps i Sverige, misstänkt för krigsförbrytelser i Somalia under inbördeskriget på 1990-talet. Han anklagades för att ha stridit mot FN:s fredsbevarande styrkor i början av 1990-talet och för att ha massavrättat barnsoldater i Kismayo 1991. Bevisen var en 14 år gammal film, vilket inte räckte som bevis och han släpptes fri efter häktesförhandlingen i Göteborg. Gripandet ledde till demonstrationer utanför polishuset i Göteborg. Alla demonstranterna tillhörde samma klan som Qeybdiid, Howiya. Filmen hade lämnats in av Darood-klanen.